# Parque nacional Dinder
El parque nacional Dinder es un parque nacional y reserva de la biosfera en el este del país africano de Sudán, en la frontera de esta última nación con Etiopía.
Se trata de un territorio a aproximadamente 400 kilómetros al sureste de Jartum, la capital. Fue establecido como parque en 1935 y designado en 1979 como miembro de la Red Mundial de Reservas de la Biosfera.
El parque nacional Dinder es ecológicamente importante, ya que está en el ecotono entre el Sahel y las ecorregiones de tierras altas de Etiopía. El parque es el hogar de 27 especies de grandes mamíferos, más de 160 especies de aves, 32 especies de peces y pequeños mamíferos, murciélagos, reptiles y anfibios.